# مونتورو سوپریوره
مونتورو سوپریوره (به ایتالیایی: Montoro Superiore) یک منطقهٔ مسکونی در ایتالیا است که در استان آولینو واقع شده‌است. مونتورو سوپریوره ۲۰ کیلومتر مربع مساحت و ۸٬۷۵۸ نفر جمعیت دارد و ۴۰۰ متر بالاتر از سطح دریا واقع شده‌است.